# Heimkehr ins Glück
Heimkehr ins Glück (literalment, Tornada a la felicitat) és una pel·lícula alemanya, produïda per Wolf von Gudenberg, de Carl Boese, estrenada el 18 d'agost de 1933 segons un guió de Ludwig Von Wohl i d'Haussonville. Es tracta d'una comèdia amb cançons d'Eduard Künneke i Richard Kessler que és una apologia alegre del divorci.

## Argument
Un ric industrial, fabricant de sabates per a tot Europa, és esgotat pel seu treball. La seva dona Liane, bonica i mundana, flirteja amb el baró Schröder. Gruber decideix marxar de vacances d'incògnit al castell que acaba de comprar a la Selva negra i que no ha visitat encara. De camí, fa una curta migdiada prop d'un riu de muntanya i endreça el seu luxós cabriolé a la vora de la carretera.
Amadori, que es guanya la seva vida passant de poble en poble amb el seu gos ensinistrat i el seu simi, coneix el luxós cabriolé i per un quid pro quo és interceptat en ruta pels criats del castell de Gruber que el prenen per a l'amo de casa, a causa del cotxe. Amadori passarà dos dies al castell fent-se'l passar per a Gruber.
Entretant, Gruber ha conegut una jove institutriu, Liesl. Un cast idil·li neix entre Liesl i Gruber, però la seva dona decideix unir-s'hi, acompanyada de Schröder. Gruber és descobert i Liesl molt entristida de descobrir que és casat. Els esposos Gruber tornen al castell i descobreixen Amadori, però Gruber decideix servir-se d'ell (és també prestidigitador) per confondre la seva dona.

## Repartiment
- Heinz Rühmann: Amadori[1]
- Paul Hörbiger: Gruber
- Erika Falgar: Liana
- Luise Ullrich: Liesl
- Harry Gondi: Schröder
- Paul Heidemann: L'intendent del castell

## Fitxa tècnica
- So: Mono (Tobis-Klangfilm)
- Color: Blanc i negre
- Relació d'aspecte: 1.37: 1